# Sender Herstedvester
Der Sender Herstedvester (dänisch: Herstedvestersenderen) ist eine Sendeeinrichtung des dänischen Rundfunks im Ortsteil Herstedvester von Albertslund auf der dänischen Insel Seeland.
Für die Anlage wurde von 1932 bis 1934 ein 125 Meter hoher Holzturm errichtet, welcher den Spitznamen „Eiffelturm“ trug und vermutlich das höchste je in Dänemark errichtete Holzbauwerk war. Im Turm wurde eine aufgehängte Drahtantenne als Mittelwellensender eingesetzt, wobei als Sendefrequenz ursprünglich 1176 kHz verwendet wurde bei einer Sendeleistung von 20 kW. Im Jahre 1948 wurde die Station um eine Kurzwellensendeanlage erweitert. Hierfür wurden drei je 110 Meter hohe und weitere kleinere, abgespannte Sendemasten errichtet, die als Holzfachwerkkonstruktionen ausgeführt waren. 1951 wurde die Sendefrequenz des Mittelwellensenders auf 1430 kHz geändert. 1975 wurden die hölzernen Sendemasten – inklusive des in den 1930er-Jahren erbauten freistehenden Holzturms – durch Metallkonstruktionen ersetzt. Schließlich wurde der Mittelwellender 1983 stillgelegt und 1990 auch die Kurzwellensender. Heute existiert nur noch ein 103 Meter hoher, abgespannter Stahlfachwerkmast, der allerdings nach den vorliegenden Informationen nicht zur Verbreitung von Fernseh- und Radioprogrammen dient.